# داميان لاو
داميان لاو (بالصينية: 刘松仁) هو ممثل صيني، ولد في 14 أكتوبر 1949 بهونغ كونغ في الصين.

## وصلات خارجية
- داميان لاو على موقع IMDb (الإنجليزية)
- داميان لاو على موقع ألو سيني (الفرنسية)
- داميان لاو على موقع ميوزك برينز (الإنجليزية)
- داميان لاو على موقع أول موفي (الإنجليزية)
- داميان لاو على موقع قاعدة بيانات الفيلم (الإنجليزية)
- داميان لاو على موقع كينوبويسك (الروسية)